# دیر درنکه
دیر درنکه (به عربی: دیر درنکة) یک روستا و صومعه در مصر است که در استان اسیوط واقع شده‌است.